# Роеро

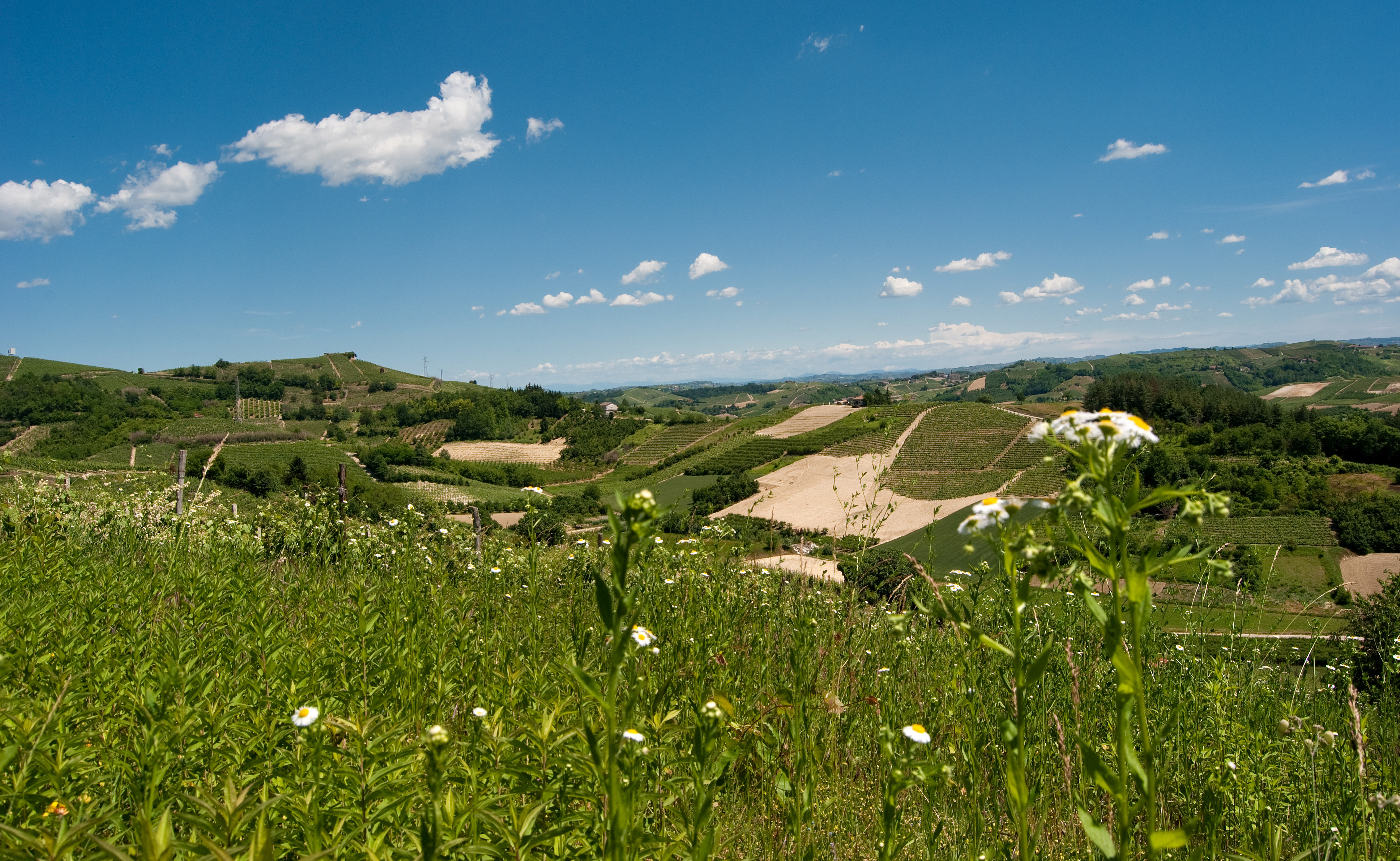
Панорама Роеро

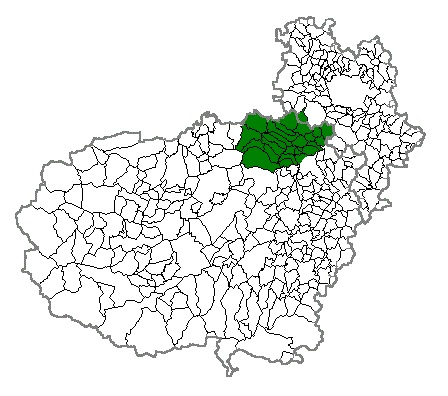
Мапа Роеро в провінції Кунео

Роеро (італійська вимова: [roˈɛːro]; п'єм. Roé) — географічний район у північно-східному куті провінції Кунео в італійському регіоні П'ємонт. Цей горбистий регіон відомий своїми винами та виробництвом фруктів: зокрема, персиками італ. Canale та місцевим сортом груш, відомим як італ. Madernassa. В червні 2014 року область Роеро була внесена до списку Світової спадщини ЮНЕСКО за культурні ландшафти, видатні традиції виноградарства та виноробства.

## Історія
Назва походить від родини банкірів і торговців Роеро, які були помітними в політичному житті Асті та його околиць і які панували в цій місцевості протягом кількох століть Середньовіччя.

## Виноробство

### Ґрунт
Загалом ґрунт Роеро має тип мергелево-піщанику з переважанням пісковику, осадових порід морського походження та високим вмістом вапняку, глини та піску. Останній елемент робить ґрунт пухким і м'яким та надає йому велику проникність. З огляду на морське походження, ґрунти досить бідні органічними речовинами, але багаті мінеральними солями, з хорошим вмістом кальцію та фосфору, великою кількістю калію, магнію, мікроелементів (бору, заліза та марганцю) та середнім рН вище 7.

### Клімат
Роеро вважається напівпосушливою зоною. Пагорби насправді майже повністю позбавлені води, оскільки м'які мергелеві шари, які чергуються з піщаними, мають лише тимчасові запаси води. Загальна середня кількість опадів коливається від 650 до 720 міліметрів на рік. Більша частина опадів припадає на жовтень та січень. Присутність Приморських Альп призводить до дуже сильних температурних коливань з ризиком штормів та градів. У цьому контексті використання найкращих експозицій та експлуатація крутосхилих сторін пагорбів стає фундаментальним, щоб гарантувати гарну ізоляцію виноградників під час негоди .

### Вино
Роеро — визнаний виноробний район провінції Кунео в регіоні П'ємонт. Разом із сусідніми районами Ланге та Монферрато він утворює винний район італ. Distretto Langhe, Roero e Monferrato.
Вина включають червоне «Роеро», а також біле «Роеро арнеїс» та ігристе біле італ. Roero Arneis Spumante. 
Назва «Роеро», у якій відсутні будь-які подальші специфікації, зарезервована для червоних вин, виготовлених як мінімум на 95 % з винограду неббіоло з додаванням до 5 % неароматних червоних сортів. Витримка триває протягом двадцяти місяців, щонайменше шість з яких — у дерев'яних бочках, тоді як італ. Roero riserva витримується щонайменше 32 місяці.
«Роеро арнеїс» та італ. Roero Arneis Spumante виготовляються на 95 % з винограду арнеїс, решта — неароматні білі сорти регіону П'ємонт.
Виноробний регіон Роеро отримав статус DOC у 1985 році, DOCG у 2004 році.